# Boisroger
Boisroger is een plaats en voormalige gemeente in het Franse departement Manche in de regio Normandië en telt 249 inwoners (2017). De plaats maakt deel uit van het arrondissement Coutances.

## Geschiedenis
Boisroger maakte deel uit van het kanton Saint-Malo-de-la-Lande tot dit op 22 maart werd opgeheven en de gemeente werd opgenomen in het kanton Agon-Coutainville. Op 1 januari 2016 werd de gemeente opgeheven en werd Boisroger een commune déléguée van Gouville-sur-Mer.

## Geografie
De oppervlakte van Boisroger bedraagt 5,4 km², de bevolkingsdichtheid is 28,3 inwoners per km².
De onderstaande kaart toont de ligging van Boisroger met de belangrijkste infrastructuur en aangrenzende gemeenten.

## Demografie
Onderstaande figuur toont het verloop van het inwonertal (bron: INSEE-tellingen).

Anneville-sur-Mer · Boisroger · Gouville-sur-Mer · Montsurvent · Servigny